# Eder González
Eder González Tortella (Palma di Maiorca, 7 gennaio 1997) è un calciatore spagnolo, centrocampista dell'Asteras Tripolīs.

## Caratteristiche tecniche
È un centrocampista centrale.

## Carriera
Cresciuto nel settore giovanile del Maiorca, nel 2016 viene prestato al Cornellà, con cui debutta fra i professionisti giocando l'incontro di Coppa del Re vinto 2-1 contro il S.S. Reyes; dopo un breve passaggio al Terrassa nel 2017, si trasferisce in Romania al Csíkszereda.

## Statistiche

### Presenze e reti nei club
Statistiche aggiornate al 7 aprile 2022.
| Stagione              | Squadra               | Campionato            | Campionato | Campionato | Coppe nazionali | Coppe nazionali | Coppe nazionali | Coppe continentali | Coppe continentali | Coppe continentali | Altre coppe | Altre coppe | Altre coppe | Totale | Totale |
| Stagione              | Squadra               | Comp                  | Pres       | Reti       | Comp            | Pres            | Reti            | Comp               | Pres               | Reti               | Comp        | Pres        | Reti        | Pres   | Reti   |
| --------------------- | --------------------- | --------------------- | ---------- | ---------- | --------------- | --------------- | --------------- | ------------------ | ------------------ | ------------------ | ----------- | ----------- | ----------- | ------ | ------ |
| 2016-gen. 2017        | Cornellà              | SDB                   | 0          | 0          | CR              | 1               | 0               |                    | -                  | -                  |             | -           | -           | 1      | 0      |
| feb.-giu. 2017        | Terrassa              | TD                    | 4          | 0          |                 | -               | -               |                    | -                  | -                  |             | -           | -           | 4      | 0      |
| 2017-2018             | Csíkszereda           | L3                    | 24         | 7          | CR              | 0               | 0               |                    | -                  | -                  |             | -           | -           | 24     | 7      |
| 2018-2019             | Csíkszereda           | L3                    | 29         | 7          | CR              | 2               | 0               |                    | -                  | -                  |             | -           | -           | 31     | 7      |
| 2019-2020             | Csíkszereda           | L2                    | 19         | 2          | CR              | 1               | 0               |                    | -                  | -                  |             | -           | -           | 20     | 2      |
| 2020-gen. 2021        | Csíkszereda           | L2                    | 12         | 1          | CR              | 1               | 0               |                    | -                  | -                  |             | -           | -           | 13     | 1      |
| Totale Miercurea Ciuc | Totale Miercurea Ciuc | Totale Miercurea Ciuc | 84         | 17         |                 | 4               | 0               |                    | -                  | -                  |             | -           | -           | 88     | 17     |
| gen.-giu. 2021        | Sepsi                 | L1                    | 23         | 2          | CR              | -               | -               |                    | -                  | -                  |             | -           | -           | 23     | 2      |
| 2021-2022             | Sepsi                 | L1                    | 31         | 0          | CR              | 3               | 0               | UECL               | 2                  | 0                  |             | -           | -           | 36     | 0      |
| Totale Sepsi          | Totale Sepsi          | Totale Sepsi          | 54         | 2          |                 | 3               | 0               |                    | 2                  | 0                  |             | -           | -           | 59     | 2      |
| Totale carriera       | Totale carriera       | Totale carriera       | 142        | 19         |                 | 8               | 0               |                    | 2                  | 0                  |             | -           | -           | 152    | 19     |

## Palmarès

### Club

#### Competizioni nazionali
- Coppa di Romania: 1

Sepsi: 2021-2022